# Flora de Colombia
Die Flora de Colombia ist eine seit 1983 erscheinende Reihe von Monographien über die äußerst artenreiche kolumbianische Pflanzenwelt. Sie wird vom Instituto de Ciencias Naturales (Naturwissenschaftlichen Institut) der Universidad Nacional de Colombia in Bogota veröffentlicht, die Herausgeber wechseln.
Bis zum Jahr 2009 erschienen 26 Einzelbände, meist über einzelne Pflanzenfamilien, vereinzelt aber auch über Abteilungen, Ordnungen, Triben, Gattungen oder Untergattungen. Bisher erschienen ausschließlich Bände über Gefäßpflanzen. Die Titel erscheinen nicht in geordneter Folge, eine feste Anzahl von Bänden ist scheinbar nicht projektiert. Die Bände enthalten neben systematischen Angaben unter anderem auch Bestimmungsschlüssel, vollständige Beschreibungen, ethnobotanische Anmerkungen, Illustrationen und Verbreitungskarten.
Sprache der Flora ist Spanisch, Band 26 jedoch erschien auf Englisch. Bis zu Band 18 waren (mit Ausnahme des Doppelbandes 6/7) alle Autoren Kolumbianer, danach wurden zunehmend renommierte internationale Autoren wie Ghillean T. Prance (Chrysobalanaceae, Dichapetalaceae), Dennis Wm. Stevenson (Cycadales) oder Maximilian Weigend (Loasaceae) gewonnen.

## Liste der Bände
Bisher sind folgende Bände erschienen:
- 1. Magnoliaceae. Gustavo Lozano C. (1983)
- 2. Connaraceae. Enrique Forero et al. (1983)
- 3. Haloragaceae. Luis E. Mora-Osejo (1984)
- 4. Crotalaria. Henry Y. Bernal M. (1986)
- 5. Podocarpaceae. Jorge H. Torres-Romero (1988)
- 6-7. Triuridaceae. Paul J. M. Maas-Burmanniaceae. Paul J. M. Maas & Hiltje Maas-van der Kamer (1988)
- 9. Pteridophyta-I. Maria T. Murillo (1988)
- 10. Passifloraceae. Passiflora subgéneros Tacsonia, Rathea, Manicata y Distephana. Linda K. Escobar (1988)
- 11. Metteniusaceae. Gustavo Lozano-C. & Nubia B. De Lozano (1988)
- 12. Aristolochiaceae. Fafio A. González G. (1990)
- 13. Asteraceae-Heliantheae-I: Steiractinia. Santiago Díaz Piedrahíta & Cristina Vélez-Nauer (1990)
- 14. Cordia subgénero Varronia (Boraginaceae). Javier Estrada Sánchez (1995)
- 15. Acalypha (Euphorbiaceae). José María Cardiel (1995)
- 16. Scrophulariaceae-Aragoeae. José Luis Fernández Alonso (1995)
- 17. Sida (Malvaceae). Javier Fuertes Aguilar (1995)
- 18. La Tribu Pterideae (Pteridaceae). Alba Luz Arbeláez A. (1996)
- 19. Chrysobalanaceae. Ghillean T. Prance (2001)
- 20. Dichapetalaceae. Ghillean T. Prance (2001)
- 21. Cycadales. Dennis Wm. Stevenson (2001)
- 22. Loasaceae. Maximilian Weigend (2001)
- 23. Amaranthaceae. Carlos Alberto Agudelo-H. (2008)
- 24. Lemnaceae. Elias Landolt & Udo Schmidt-Mumm (2009)
- 25. Bignoniaceae. Alwyn H. Gentry (2009)
- 26. Juncaceae. Henrik Balslev & Alejandro Zuluaga (2009)

## Nachweise
- D. G. Frodin: Guide to standard floras of the world, 2001, ISBN 9780521790772, S. 322

1. ↑  Liste der bisher erschienenen Bände auf der Website der Flora de Colombia  (Memento vom 15. Juli 2014 im Internet Archive)